# Saint-Sulpice-les-Champs
Saint-Sulpice-les-Champs é uma comuna francesa na região administrativa da Nova Aquitânia, no departamento de Creuse. Estende-se por uma área de 21,7 km². Em 2010 a comuna tinha 362 habitantes (densidade: 16,7 hab./km²).